# Pace di Sanluri
La Pace di Sanluri fu un accordo firmato tra l'11 ed il 15 luglio 1355 nel Castello di Sanluri e attualmente conservato negli Archivi di Stato di Cagliari.